# Jedrski magneton
Jedrski magneton  je fizikalna konstanta, ki predstavlja magnetni moment protona. Označujemo ga z μN. 
Jedrski magneton za proton je definiran kot 
{\displaystyle \mu _{\mathrm {N} }={{e\hbar } \over {2m_{\mathrm {p} }}}},
kjer je
{\displaystyle e\!\,} - naboj protona (osnovni naboj)
{\displaystyle \hbar } - Planckova konstanta deljena z 2. π (reducirana Planckova konstanta)
{\displaystyle m_{p}\!\,} - mirovna masa protona
Vrednost jedrskega magnetona v sistemu SI je za proton 
{\displaystyle \mu _{\mathrm {N} }=5{,}050\,783\,24(13)\cdot 10^{-27}\,\mathrm {J/T} } 
oziroma
{\displaystyle \mu _{\mathrm {N} }=3{,}152\,451\,2326(45)\cdot 10^{-8}\,\mathrm {eV/T} } .